# لوكاس ماركيز (لاعب كرة قدم)
لوكاس ماركيز (بالإسبانية: Lucas Márquez)‏ (25 أكتوبر 1988 ببارانا، انتري ريوس في الأرجنتين - ) هو لاعب كرة قدم أرجنتيني في مركز الدفاع. لعب مع أتلتيكو باتروناتو.

## وصلات خارجية
- لوكاس ماركيز (لاعب كرة قدم) على موقع قاعدة بيانات كرة القدم.إي يو (الإنجليزية)
- لوكاس ماركيز (لاعب كرة قدم) على موقع Soccerway.com (الإنجليزية)